# Billy McCullough (calciatore 1940)
Billy McCullough (13 maggio 1940) è un ex calciatore nordirlandese, di ruolo difensore.

## Carriera
McCullough giocò quasi tutta la carriera agonistica nel Glentoran, società con cui vinse tra le tante competizioni cinque campionati nordirlandesi. Con il suo club prese parte a due edizioni della Coppa Campioni, giocandovi quattro incontri. Inoltre giocò anche un incontri nella Coppa UEFA 1971-1972 e due nella Coppa delle Coppe 1973-1974, competizione nella quale raggiunse con il suo club i quarti di finale del torneo.
Nell'estate 1967 il club nordirlandese disputò il campionato nordamericano organizzato dalla United Soccer Association: accadde infatti che tale campionato fu disputato da formazioni europee e sudamericane per conto delle franchigie ufficialmente iscritte al campionato, che per ragioni di tempo non avevano potuto allestire le proprie squadre. Il Glentoran rappresentò i Detroit Cougars, e chiuse al quarto posto della Eastern Division, non qualificandosi per la finale.

## Palmarès
- Campionato nordirlandese: 5

Glentoran: 1964, 1967, 1968, 1970, 1972
- Irish Cup: 2

Glentoran: 1966, 1973
- Gold Cup (Irlanda del Nord): 1

Glentoran: 1966
- Ulster Cup: 1

Glentoran: 1967
- City Cup: 4

Glentoran: 1965, 1967, 1970, 1973
- County Antrim Shield: 2

Glentoran: 1968, 1971